# Money in the Bank
Money in the Bank — это премиальное живое шоу по рестлингу, ежегодно проводимое с 2010 года американским рестлинг-промоушном WWE.
Оно транслируется в прямом эфире и доступно только в режиме pay-per-view (PPV) и через онлайновые потоковые сервисы Peacock и WWE Network. Мероприятие названо в честь матча с лестницами «Деньги в банке», который первоначально проводился только на WrestleMania. Матч по «Деньги в банке» дебютировал на WrestleMania 21 в апреле 2005 года и проводился на следующих пяти WrestleMania. После WrestleMania XXVI в марте 2010 года концепция матча была выделена в отдельное pay-per-view, начавшееся в июле того же года, и матч больше не проводился на WrestleMania. В октябре 2021 года это событие стало одним из «Большой пятерки» PPV, пяти крупнейших событий года, наряду с Royal Rumble, WrestleMania, SummerSlam и Survivor Series.
С 2010 по 2013 год шоу занимало июльское место в календаре платных трансляций WWE, затем переместилось на июнь с 2014 по 2018 год, после чего стало проводиться в мае, а в 2021 году вернулось на свое первоначальное июльское место. Шоу было введено во время первого периода деления брендов WWE, и в событиях 2010 и 2011 годов участвовали рестлеры из брендов Raw и SmackDown. Первое деление брендов завершилось в августе 2011 года. В середине 2016 года деление брендов было вновь введено, и в 2017 году шоу проводилось исключительно для SmackDown. Однако после WrestleMania 34 в апреле 2018 года проведение эксклюзивных для бренда pay-per-view было прекращено. Хотя одноимённый матч изначально проводился только для рестлеров-мужчин, на шоу 2017 года впервые была представлена женская версия, а на последующих мероприятиях проводилось по два матча, по одному для мужчин и женщин.

## Даты и места проведения
| №                                | Шоу                      | Дата         | Город                                    | Место проведения                           | Главный поединок | Победитель | Прим. |
| -------------------------------- | ------------------------ | ------------ | ---------------------------------------- | ------------------------------------------ | --- | ---------- | ----- |
| 1                                | Money in the Bank (2010) | 18 июля 2010 | Канзас-Сити, Миссури                     | Сприт-центр                                | Шеймус (с) победил Джона Сину в матче в стальной клетке за титул чемпиона WWE | [ 1 ]      |       |
| 2                                | Money in the Bank (2011) | 17 июля 2011 | Чикаго, Иллинойс                         | Олстейт-арена                              | Джон Сина (с) против СМ Панка за титул чемпиона WWE. Если Панк выигрывает титул, то Джон Сина уволен из WWE | [ 2 ]      |       |
| 3                                | Money in the Bank (2012) | 15 июля 2012 | Финикс, Аризона                          | ЮС Эйрвейс-центр                           | | [ 3 ]      |       |
| 4                                | Money in the Bank (2013) | 14 июля 2013 | Филадельфия, Пенсильвания                | Веллс-Фарго-центр                          | Рэнди Ортон против Роба Ван Дама, Дэниел Брайана, Шеймуса, СМ Панка и Кристиана в Money in the Bank «All Stars» матче с лестницам за Money in the Bank Contract от RAW                                               | [ 4 ]      |       |
| 5                                | Money in the Bank (2014) | 29 июня 2014 | Бостон, Массачусетс                      | ТД-гарден                                  | Джон Сина против Альберто Дель Рио, Шеймуса, Сезаро, Рэнди Ортона, Брэя Уайатта, Романа Рейнса и Кейна в матче с лестницами за вакантный титул Чемпион мира в тяжёлом весе WWE                                       | [ 5 ]      |       |
| 6                                | Money in the Bank (2015) | 14 июня 2015 | Колумбус, Огайо                          | Нэшнуайд-арена                             | Сет Роллинс (c) против Дина Эмброуза в матче с лестницами за титул чемпиона мира в тяжёлом весе WWE | [ 7 ]      |       |
| 7                                | Money in the Bank (2016) | 19 июня 2016 | Парадайс, Невада                         | T-Mobile Arena                             | |            |       |
| 8                                | Money in the Bank (2017) | 18 июня 2017 | Сент-Луис, Миссури                       | Scottrade Center                           | Эй Джей Стайлз пр. Кевин Оуэнс пр. Сэми Зейн пр. Шинске Накамура пр. Бэрон Корбин пр. Дольф Зигглер в матче Money in the Bank                                                                                        | [ 8 ]      |       |
| 9                                | Money in the Bank (2018) | 17 июня 2018 | Роузмонт, Иллинойс                       | Allstate Arena                             | |            |       |
| 10                               | Money in the Bank (2019) | 19 мая 2019  | Хартфорд, Коннектикут                    | XL Center                                  | |            |       |
| 11                               | Money in the Bank (2020) | 10 мая 2020  | Орландо, Флорида и Стэмфорд, Коннектикут | WWE Performance Center и штаб-квартира WWE | Аска пр. Шейны Басзлер, Наи Джакс, Лэйси Эванс, Кармеллы и Даны Брук в матче Money in the Bank; Отис против Эй Джей Стайлза, Рея Мистерио, Алистера Блэка, Короля Корбина, Дэниеля Брайана в матче Money in the Bank |            |       |
| 12                               | Money in the Bank (2021) | 18 июля 2021 | Форт-Уэрт, Техас                         | Dickies Arena                              | |            |       |
| 13                               | Money in the Bank (2022) | 2 июля 2022  | Парадайс, Невада                         | MGM Grand Garden Arena                     | Тиори против Дрю Макинтайра, Мэдкэп Мосса, Омоса, Риддла, Сами Зейна, Сета «Фрикин» Роллинса и Шимуса в матче Money in the Bank                                                                                      | [ 9 ]      |       |
| 14                               | Money in the Bank (2023) | 1 июля 2023  | Лондон, Англия                           | O2 Арена                                   | The Bloodline (Роман Рейнс и Соло Сикоа) против Братья Усо (Джей Усо и Джимми Усо) | [ 10 ]     |       |
| 15                               | Money in the Bank (2024) | 6 июля 2024  | Торонто, Онтарио, Канада                 | Скоушабэнк-арена                           | The Bloodline (Соло Сикоа, Джейкоб Фату и Тама Тонга) против Коди Роудса, Рэнди Ортона и Кевин Оуэнса в командном матче 3 на 3                                                                                       |            |       |
| 15                               | Money in the Bank (2025) | 7 июня 2025  | Инглвуд, Калифорния                      | Интуит Доум                                | Коди Роудс и Джей Усо против Джона Сины и Логана Пола в командном матче |            |       |
| (c) - чемпион на момент поединка |                          |              |                                          |                                            | |            |       |